# Amici 2012
Amici 2012 è la dodicesima compilation legata alla trasmissione televisiva  Amici di Maria De Filippi, pubblicata il 4 maggio 2012 dall'etichetta discografica Fascino, e distribuita da Sony Music e contenente canzoni ed inediti interpretati sia dai cantanti arrivati al serale dell'undicesima edizione del programma, sia dai ragazzi facenti parte del circuito Big.
Questa compilation contiene due CD. Nel primo si trovano inediti e cover dei cantanti facenti parte del circuito Big (ad eccezione di Karima), nel secondo inediti e cover degli otto cantanti arrivati al serale.

## Tracce

### CD 1
1. Alessandra Amoroso – Prenditi cura di me – 3:42
2. Emma Marrone – Cercavo amore – 3:32
3. Valerio Scanu – Amami – 3:52
4. Pierdavide Carone – Basta così – 3:51
5. Virginio – Alice (Elis) – 3:33
6. Antonino – Ritornerà – 2:59
7. Alessandra Amoroso – If You Don't Know Me by Now – 2:57
8. Marco Carta – Meravigliosa creatura – 2:59
9. Emma Marrone – Guarda che luna – 2:16
10. Valerio Scanu – Dicitencello vuje – 2:24
11. Pierdavide Carone – Mi sono innamorato di te – 2:55
12. Annalisa – Nothing Compares to You – 2:18
13. Virginio – Viva la vida – 2:07
14. Antonino – On Broadway – 2:18

Durata totale: 41:43

### CD 2
1. Valeria Romitelli – Non sarà lo stesso – 3:02
2. Gerardo Pulli – Io sono ai Tropici – 2:58
3. Claudia Casciaro – L'estate – 2:11
4. Carlo Alberto di Micco – Niente è più forte di te – 3:26
5. Stefano Marletta – Rosso – 4:05
6. Francesca Mariani – Get here – 3:20
7. Marco Castelluzzo – The sun is here with me – 4:04
8. Ottavio De Stefano – Di te ho bisogno – 3:25
9. Valeria Romitelli – Ba ba baciami piccina – 1:23
10. Gerardo Pulli – La leva calcistica della classe '68 – 1:55
11. Claudia Casciaro – I just want to make love to you – 1:42
12. Carlo Alberto Di Micco – Overjoyed – 1:53
13. Stefano Marletta – Compromesso – 2:05
14. Francesca Mariani – Le tasche piene di sassi – 1:59
15. Marco Castelluzzo – Hotel California – 1:58
16. Ottavio De Stefano – Mackthe knife – 1:36

Durata totale: 41:02

## Classifiche
| Classifica (2012) | Posizione massima |
| ----------------- | ----------------- |
| Italia            | 1                 |